# Hondraski
Hondraski – polana w Beskidzie Śląskim, położona na stromym, północno-zachodnim stoku północno-zachodniego ramienia Skrzycznego, poniżej polany Jaworzyna. Znajduje się na wysokości 680–810 m n.p.m., administracyjnie na terenie Szczyrku.
Na polanie znajduje się kilka domów, tworzących osiedle Hondraski, ale zamieszkane są one na stałe tylko przez pięciu mieszkańców. W sezonie zimowym przez polanę przebiegały trasa Kaskada i Ondraszek. W związku z brakiem zainteresowania ich utrzymania przez COS OPO Szczyrk 2 z 3 tras na odcinku Jaworzyna – Szczyrk do dziś nie funkcjonują.

## Szlak turystyczny
– przez polanę przebiega niebieski szlak turystyczny ze Szczyrku na Skrzyczne. Odległość 5 km, suma podejść 730 m, czas przejścia 2 godz..